# Poul Byrge Poulsen
Poul Byrge Poulsen (11. april 1915 - 7. december 1994) var en dansk roer fra København. Han var medlem af Københavns Roklub i Sydhavnen.
Poulsen var med i den danske otter ved OL 1936 i Berlin, sammen med Remond Larsen, Olaf Klitgaard Poulsen, Keld Karise, Bjørner Drøger, Carl Berner, Knud Olsen, Emil Boje Jensen og styrmand Harry Gregersen. Danskerne roede kun ét heat i konkurrencen, hvor de kom ind på sidstepladsen efter Schweiz, Tyskland og Jugoslavien.
Poulsen vandt også en EM-bronzemedalje i otter ved EM 1937 i Amsterdam.